# Anvil
Anvil (en español: ''Yunque'') es una banda canadiense de heavy metal surgida en Toronto en 1978, que comenzó tocando dentro del género conocido como speed metal; aunque desde la evolución de ese género suele incluirse dentro del power metal. Su estilo ha influenciado a multitud de bandas, como Slayer, Anthrax, Megadeth y Metallica. La historia del grupo se recoge en la película Anvil! The Story of Anvil, de 2009. La banda se denominaba primariamente como Lips, hasta 1981, cuando decidieron denominarse como Anvil al editar su primer disco.

## Historia

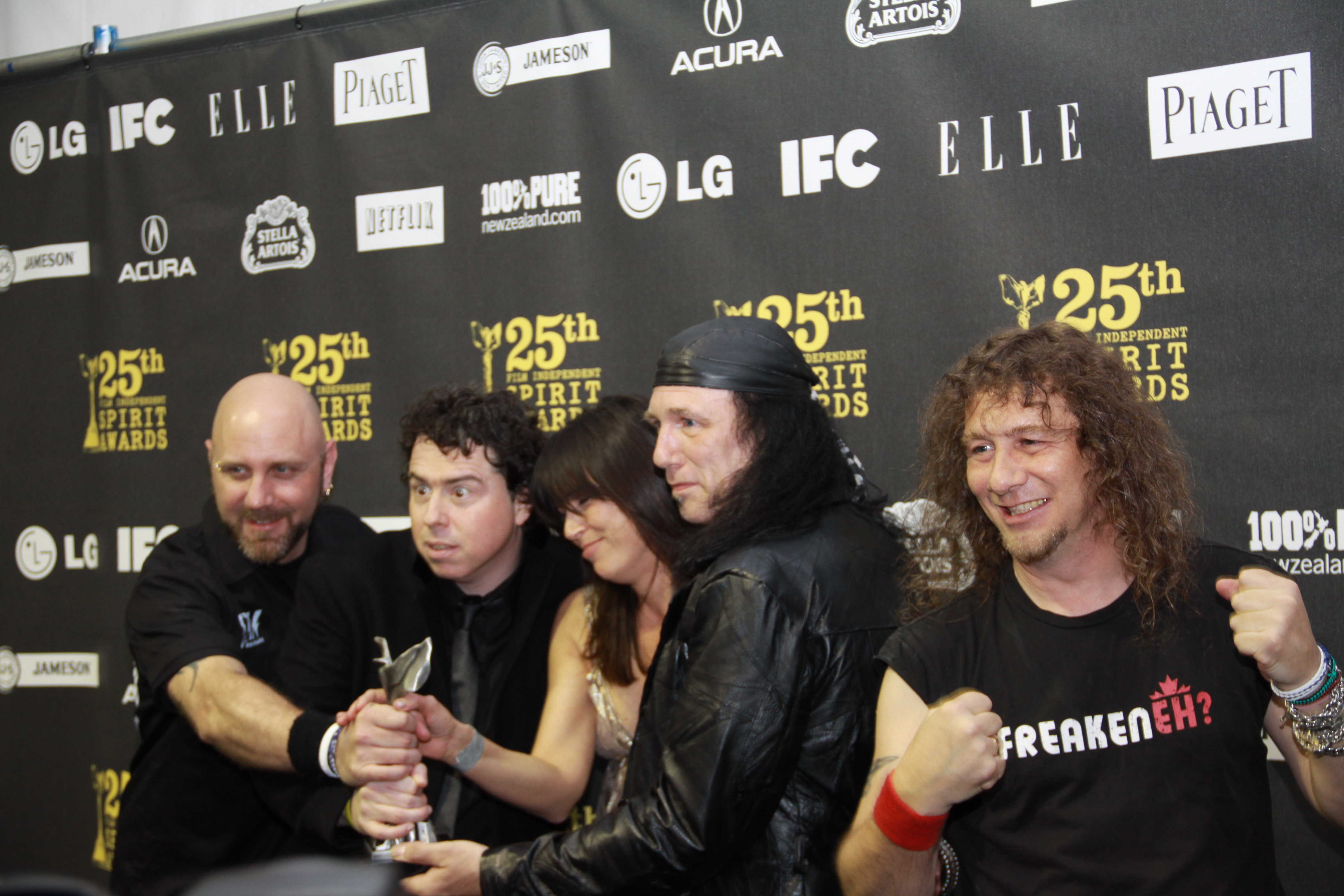
Los miembros de Anvil, junto al director Sacha Gervasi y la productora ejecutiva Rebecca Yeldham, tras ganar el premio Independent Spirit Awards, por el documental sobre su carrera. (2010).

La historia de Anvil comienza en 1973 en Toronto, cuando Steve Kudlow y Robb Reiner empiezan a tocar música juntos, pero no fue hasta 1978, cuando se completó la primera formación de la banda: Steve Kudlow (voz, guitarra principal), Robb Reiner (percusión), Dave Allison (voz, guitarra rítmica) e Ian Dickson (bajo). Juntos se dieron a conocer como LIPS.
En 1981 lanzan su primer álbum Hard 'n' Heavy. Poco después fichan con Attic Records y cambian su nombre por Anvil para relanzar su primer álbum.
En 1987, fueron contratados por la discográfica americana Metal Blade Records, con la que publicaron tres discos. El primero de ellos, Strength of Steel, fue su mayor éxito en Estados Unidos. Posteriormente Anvil se asoció a Maximum Records, una discográfica independiente de Canadá, formada por quien era en ese momento el manager de Helix, William Seip.
A partir de 1996 Anvil empezó a publicar sus álbumes bajo el sello de Hypnotic Records en Canadá y Massacre Records en Alemania.
En 2001, publican Plenty of Power y se embarcan en su posterior gira. En 2006, la banda graba con Chris Tsangarides, que previamente produjo su álbum Metal on Metal. El CD fue editado con el nombre de This Is Thirteen en 2007 y distribuido exclusivamente en la web oficial de la banda.
La creación de este álbum y la historia del grupo se documentan en la película Anvil! The Story of Anvil, estrenada en 2008. La gran acogida de la cinta propició que la banda volviese a los grandes recintos y fuese incluida en el cartel de varios festivales veraniegos, incluyendo Download Festival en 2009.  El grupo tocó Cat Scratch Fever de Ted Nugent con Slash y Scott Ian de Anthrax, en el estreno del film en el Festival de Cine de Sundance.
En 2009, Bantam Press publica el libro Anvil: The Story of Anvil, autorizado por la banda y con prólogo de Slash.
El 11 de mayo de 2011 fue lanzado el decimocuarto álbum de la banda, titulado Juggernaut of Justice producido por Bob Marlette y grabado en los estudios de Dave Grohl, vocalista de Foo Fighters y exbatería de Nirvana.
El 24 de mayo de 2013 fue publicado el decimoquinto de Anvil, bajo el título Hope in Hell. El 28 de febrero de 2016 vio la luz el disco Anvil Is Anvil. Dos años después salió a la venta el disco Pounding the Pavement, editado bajo el sello Steamhammer Records.

## Miembros

### Última formación

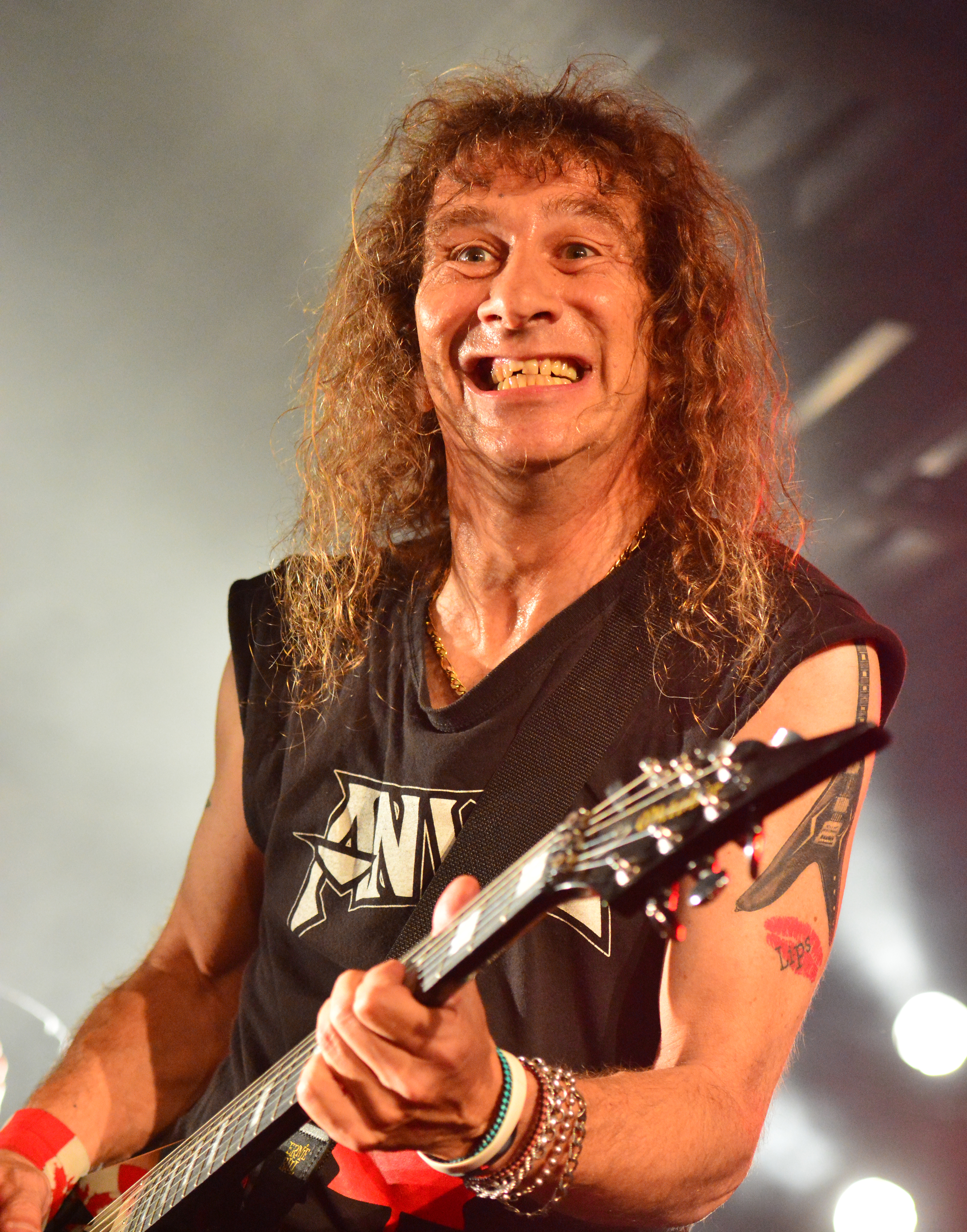
Steve Kudlow (Voz y guitarra)
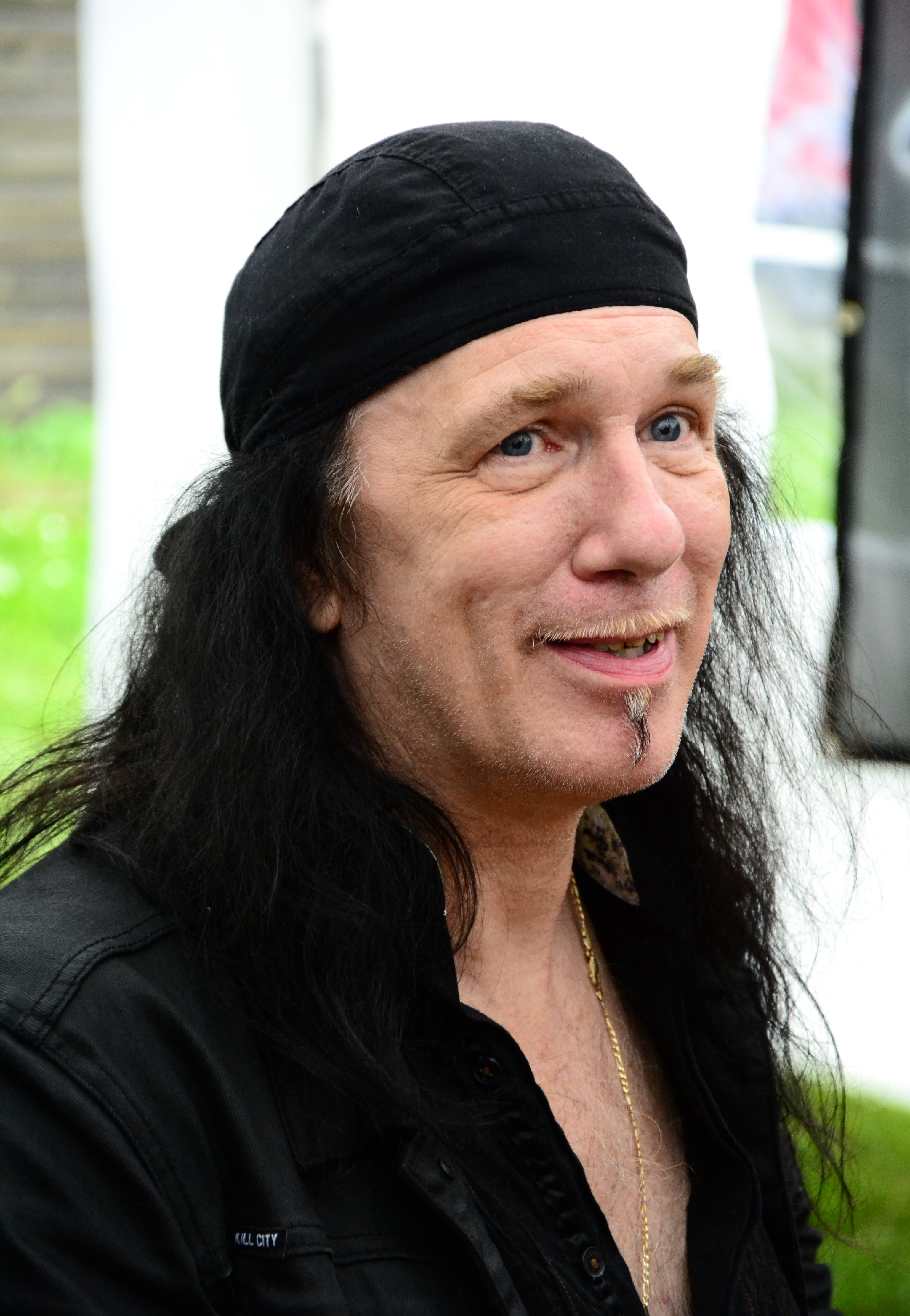
Robb Reiner (batería)
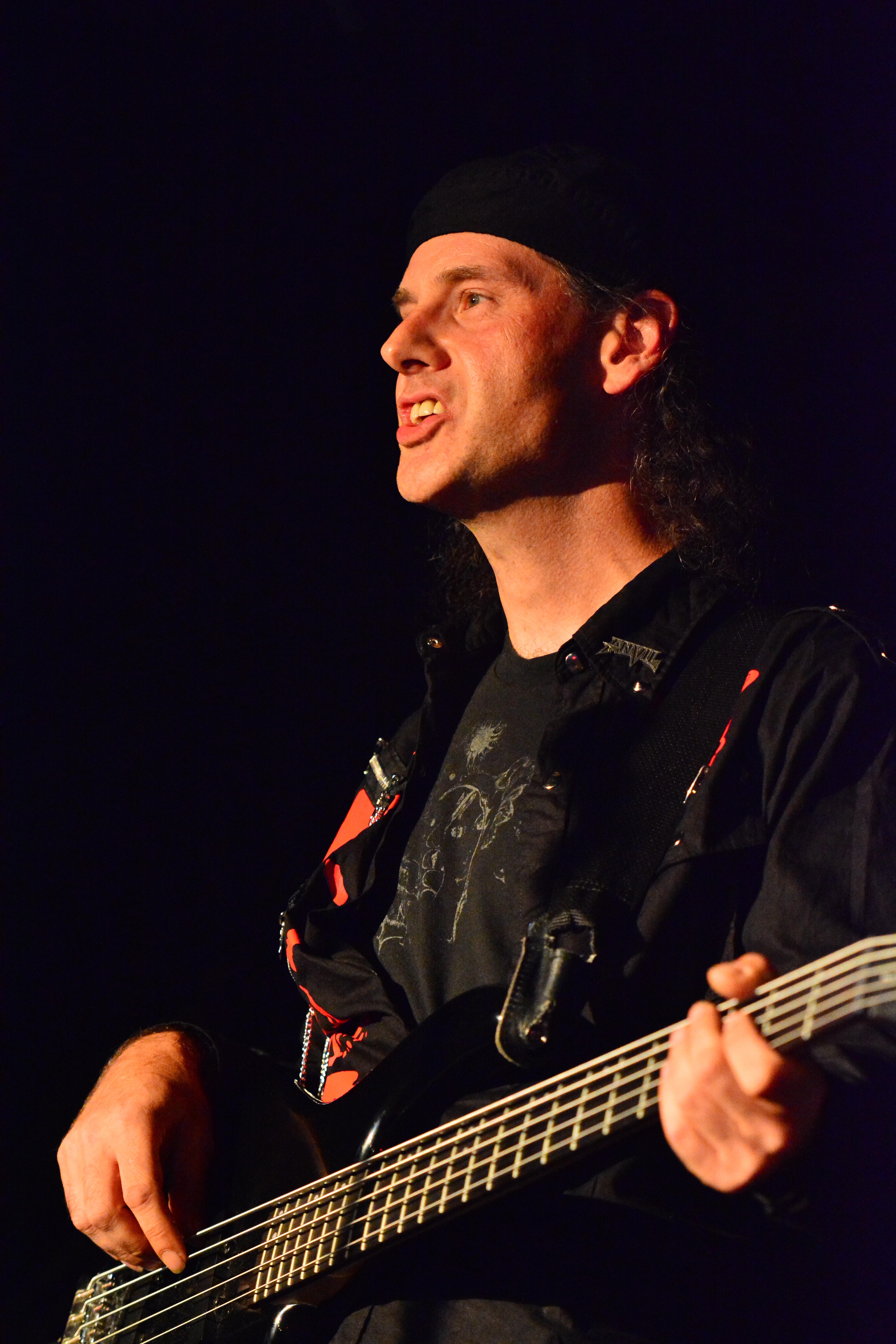
Chris Robertson (bajo)

### Miembros antiguos
- Dave "Squirrely" Allison – guitarra, coros (1978-1989)
- Ian "Dix" Dickson – bajo (1978-1993)
- Sebastian Marino – guitarra (1989-1995)
- Mike Duncan – bajo (1993-1996)
- Ivan Hurd – guitarra (1995-2007)
- Glenn "Glenn Five" Gyorffy – bajo, coros (1996-2012)
- Sal Italiano – bajo (2012-2014)

## Discografía

### Álbumes de estudio
- Hard 'n' Heavy (1981)
- Metal on Metal (1982)
- Forged in Fire (1983)
- Strength of Steel (1987)
- Pound for Pound (1988)
- Worth the Weight (1992)
- Plugged in Permanent (1996)
- Absolutely No Alternative (1997)
- Speed of Sound (1999)
- Plenty of Power (2001)
- Still Going Strong (2002)
- Back to Basics (2004)
- This Is Thirteen (2007)
- Juggernaut of Justice (2011)
- Hope in Hell (2013)
- Anvil Is Anvil (2016)
- Pounding the Pavement (2018)
- Legal at Last (2020)

### Álbumes en vivo
- Past and Present – Live in Concert (1989)

### Álbumes compilatorios
- Backwaxed (1985)
- Anthology of Anvil (1999)
- Monument of Metal (2011)